# Lampronadata cristata
Lampronadata cristata är en fjärilsart som beskrevs av Butler 1877. Lampronadata cristata ingår i släktet Lampronadata och familjen tandspinnare. Inga underarter finns listade i Catalogue of Life.